# Hemmestadskjera
Hemmestadskjera är en kulle i Antarktis. Den ligger i Östantarktis. Norge gör anspråk på området. Toppen på Hemmestadskjera är 1 484 meter över havet, eller 18 meter över den omgivande terrängen. Bredden vid basen är 0,32 km.
Terrängen runt Hemmestadskjera är platt åt sydväst, men åt nordost är den kuperad. Trakten är obefolkad. Det finns inga samhällen i närheten. 